# 이오아니스 풀로스
이오아니스 풀로스(영어: Ioannis Poulos)는 그리스의 펜싱 선수였다. 그는 아테네에서 열린 1896년 하계 올림픽에 참가했다.
풀로스는 플뢰레 경기에 나갔다. 그는 예선전에서 앙리 칼로, 앙리 델라보드, 페리클레스 피에라코스 마브로미칼리스에게 전부 져서 4명 중 4위를 차지했다. 전체적으로 따지면 그와 마찬가지로 예선전에서 모두 져서 4위가 된 게오르기오스 발라카키스와 함께 공동 7위가 된다.